# Bounty

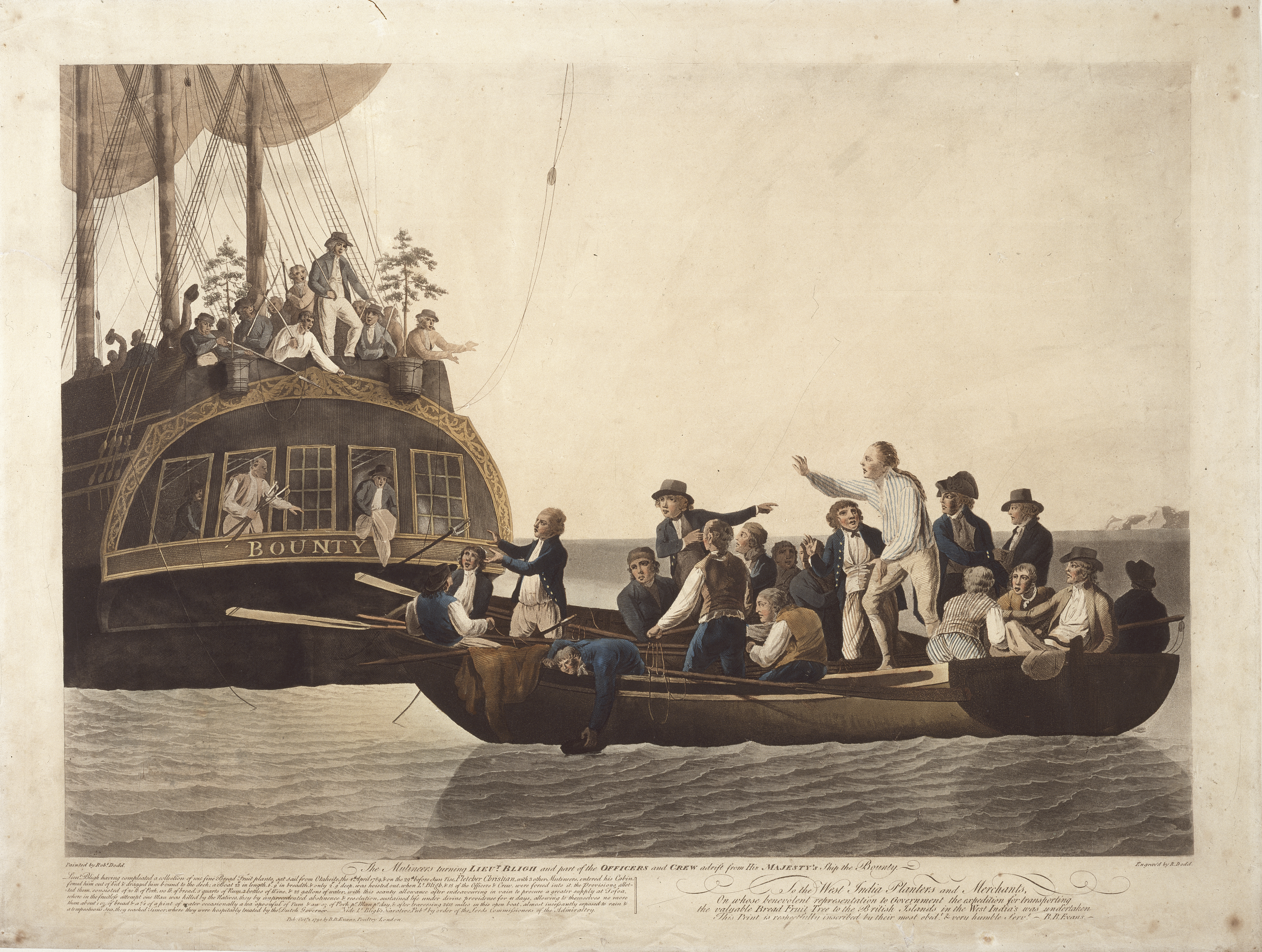
Vzbouřenci vysazují kapitána lodi a část posádky, ilustrace z roku 1790

HMS Bounty (zkratka HMS z anglického Her Majesty's Ship nebo His Majesty's Ship - loď Jejího/Jeho Veličenstva, předřazený přívlastek v označeních lodí a ponorek britského královského loďstva, používáno od roku 1789) byla britská obchodní loď, postavená roku 1784, původně pod jménem Bethia, v Blaydesově loděnici v přístavu Hull. Britské královské námořnictvo ji zakoupilo 26. května 1787 a přejmenovalo na Bounty (anglicky Hojnost). Po provedení úprav pro převoz chlebovníku a ubikací pro početnější posádku se 23. prosince 1787 vydala z rejdy (kotviště) Spithead na svou první a zároveň poslední plavbu pod vlajkou královského námořnictva.

## Popis lodi
| Typ:                        | trojstěžňová loď s plným příčným ráhnovým oplachtěním                           |
| Tonáž:                      | 215 tun bm (builder’s measurement = loďařská tonáž, prostornost)                |
| Výzbroj:                    | 4 dlouhá děla (na lafetách) o kalibru 4 libry (1,8 kg), 10 ručních otočných děl |
| Posádka:                    | 46 mužů                                                                         |
| Velitel lodi:               | poručík William Bligh (9. září 1754 – 7. prosinec 1817)                         |
| Konstrukce:                 | celodřevěná, konstruována jako obchodní loď (vyzbrojena byla pouze na obranu)   |
| Délka:                      | 27,69 m                                                                         |
| Šířka (v nejširším místě):  | 7,42 m                                                                          |
| Výška nákladového prostoru: | 3,45 m                                                                          |

## Účel plavby
Posláním lodi bylo převézt sazenice chlebovníků z Tahiti v Polynésii na Jamajku v Karibiku, která byla součástí Západní Indie, kde měly být pěstovány jako zdroj levné obživy pro tamní otroky. Při plavbě měl být též z navigačního hlediska prozkoumán průliv Endeavour, který se nachází mezi ostrovem Nová Guinea a Austrálií. Tehdy by tím došlo ke zkrácení cesty do oblasti Polynésie o 6 týdnů.

## Popis plavby

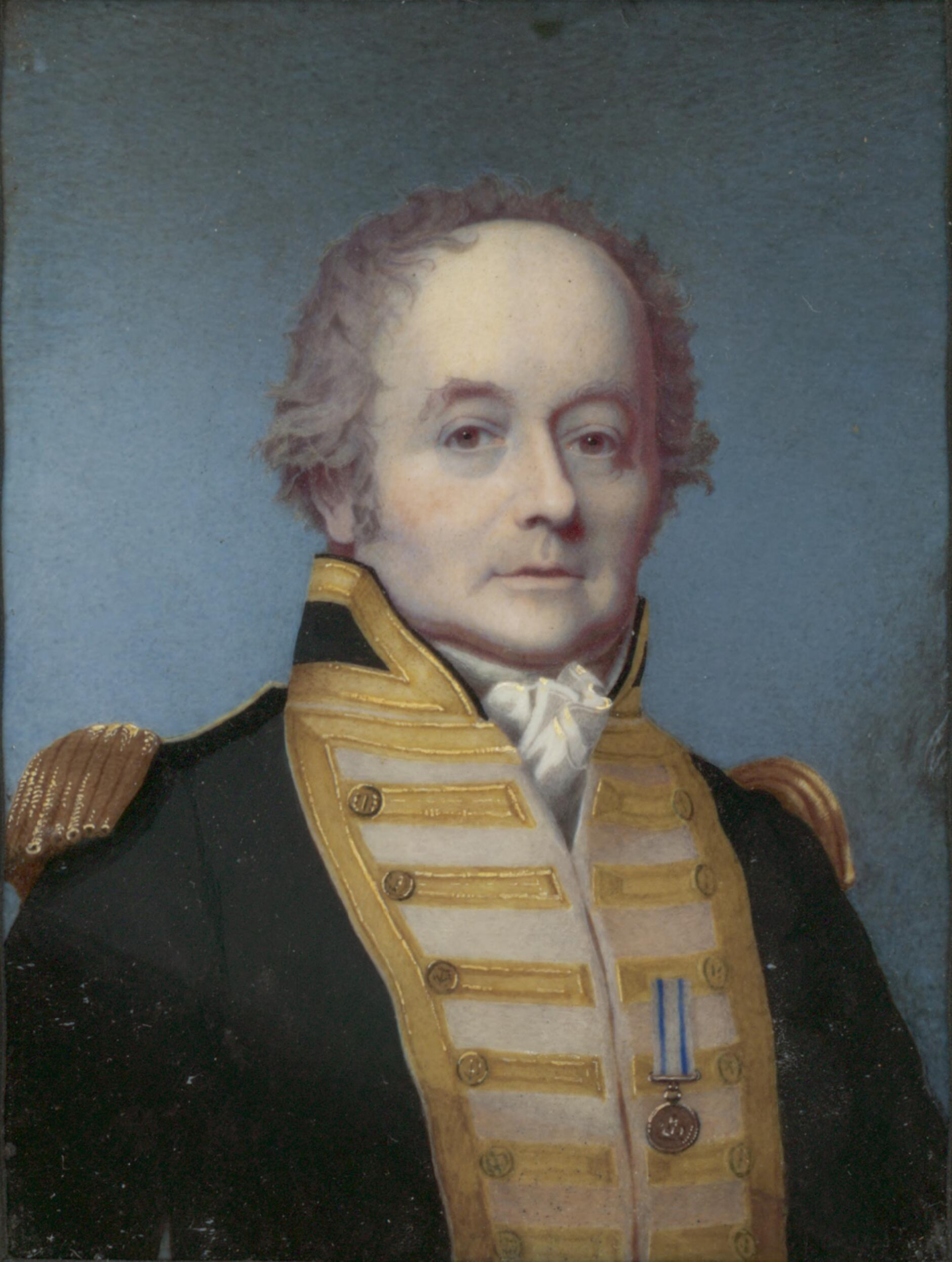
William Bligh, portrét z r. 1814, mnoho let po událostech na Bounty

Po vyplutí z anglického přístavu Spithead 23. prosince 1787 se Bounty vydala jiho-jihozápadním kurzem k mysu Horn. Kapitán Bligh se tento mys i přes značnou nepřízeň počasí pokoušel obeplouvat celých 31 dní, přičemž za celou tu dobu urazila Bounty  pouhých 85 námořních mil. Vzhledem k tomuto neúspěchu byl proto nucen zvolit delší trasu kolem afrického mysu Dobré naděje. Bounty doplnila zásoby v Kapském Městě a do Tichomoří pokračovala plavbou kolem Tasmánie a Nového Zélandu. Na ostrov Tahiti doplula 26. října 1788. Jelikož v tomto ročním období nebylo možné chlebovníky přesadit, byla loď nucena na Tahiti zůstat, a to až do 4. dubna 1789. Důsledky dlouhodobého pobytu námořníků na Tahiti, který byl pravým opakem tvrdého drilu na lodi, umocněné také omezením potravin a vody, však 28. dubna 1789, při plavbě poblíž ostrova Tofua, vyvolaly vzpouru vedenou poručíkem Fletcherem Christianem. Vzbouřenci požadovali návrat na Tahiti. Kapitán Bligh a 18 členů posádky, kteří mu zůstali věrni, byli vysazeni do 7,5 metrů dlouhého člunu a s malými zásobami a bez navigačních pomůcek ponecháni na volném moři. Po 47 dnech, kdy urazil 3 600 námořních mil, dorazil člun s kapitánem a zbytkem posádky ve zbědovaném stavu do přístavu Kupang (Coupang) na ostrově Timor. Zde kapitán zakoupil malý škuner Resource, se kterým se dopravili do přístavu Batávie na ostrově Jáva. Zpět do Anglie se posádka dostala postupně na palubách lodí nizozemské Východoindické společnosti.
Po návratu Williama Bligha do Anglie byla pod velením kapitána Edwarda Edwardse vypravena 24dělová fregata Pandora na trestnou výpravu proti vzbouřencům. Ti se mezitím vrátili na Tahiti, kde se jich 16 rozhodlo usadit. Zbytek vzbouřenců odplul z Tahiti hledat vhodné místo, kde by se mohl bezpečně ukrýt. Na Tahiti už dříve někteří z námořníků setrvávali v pevném svazku s místními ženami. Do vztahu manželského ovšem vstoupil pouze Fletcher Christian, který pojal za manželku dceru náčelníka Tynaa Mauatuu. Tuto ženu, která byla neobyčejně vysoká a přímá, přezdívali "Mainmast", což je název pro hlavní lodní stěžeň, ale prozaičtěji ji nazývali Isabelou. Další vzbouřenci (jejich ženy) Edward Young (Susan), Matthew Quintal (Sarah), John Adams (Paurai), John Williams (Pashotu), William McKoy (Mary), Isaac Martin (Jenny), John Mills (Vahineatua) a Wiliam Brown (Teatuahitea) a polynéští domorodci tj. Tahiťané Talaloo, Timoa, Nehow, Menalee a Tabuaiané Oho a Tetaheite s ženami Nancy, Marevu a Tinafaneea, tak utvořili rasově smíšenou společnost, která našla 15. ledna 1790 útočiště na neobydleném ostrově Pitcairn. Před přistáním u tohoto ostrova zakotvili i na několika jiných ostrovech, které ovšem vzbouřenci nepokládali za vhodné či bezpečné k trvalému osídlení. Ostrov Pitcairn nebyl vybrán náhodou. Fletcher Christian a Ned Young spatřovali jeho výhodu v tom, že nebyl přesně zakreslen do námořních map. Kolem ostrova se již 2. července 1767 plavil Carteret, ale vzhledem k nepřízni počasí u něj nezakotvil. Ostrov pojmenoval podle objevitele Roberta Pitcairna. Bounty byla navedena na skalnaté pobřeží ostrova, vynesli z ní co mohli, a poté ji zapálili. Záliv, kde Bounty shořela, byl pojmenován zálivem Bounty. Na ostrově vybudovali osadu, každý z Angličanů si postavil vlastní chatu s doškovou střechou, založil vlastní zahrádku a žil s vlastní tahitskou ženou.
O osudu vzbouřenců na ostrově Pitcairn se britská veřejnost dozvěděla až v roce 1810, po návštěvě osady kapitánem Mayhewem Folgerem z americké lodí Topaz (28. září 1808). V té době na ostrově žil poslední ze vzbouřenců John Adams (Alexander Smith). Potomci vzbouřenců a Tahiťanů, kteří se k nim přidali, žijí na ostrově dodnes.
14 vzbouřenců, kteří zůstali na Tahiti, bylo posádkou Pandory zadrženo. Loď 29. srpna 1791 cestou do Anglie skrz průliv Endeavour ztroskotala, utopilo se 31 námořníků z Pandory a 4 vězni. Trosečníci se dostali do Anglie stejně jako dříve kapitán William Bligh, přes nizozemskou pevnost Kupang (Coupang) na ostrově Timor na palubách nizozemských lodí.

## Soud
Po návratu kapitána a jeho posádky do Anglie zahájil námořní soud 22. října 1790 ve věci ztráty lodi Bounty první slyšení. Cílem soudu bylo prozkoumat příčiny a okolnosti, za nichž došlo k násilnému převzetí lodi, a posoudit jednání kapitána Bligha a jeho věrné části posádky, zda učinili vše, co bylo v jejich silách, aby ztrátě lodi zabránili. Posádka byla uznána nevinnou a William Bligh sám byl povýšen do hodnosti kapitána válečné lodi o více než 20 dělech.
V 8 hodin ráno 12. září 1792 byl na palubě lodi Duke zakotvené v anglickém Portsmouthu zahájen námořní soud s 10 vzbouřenci, které pochytala posádka fregaty Pandora. Kapitán William Bligh byl tou dobou na své druhé výpravě za chlebovníky, procesu se tedy nemohl osobně zúčastnit. Vězni byli po celou dobu soudu drženi v upravené jídelně pro důstojníky na lodi Hector. Předsedou soudu byl lord Samuel Hood (mladší bratr Alexander Hood byl členem soudu s kapitánem Blighem v roce 1790). Dne 18. září 1792 byl vynesen rozsudek. Norman, Coleman, McIntosh a Byrn byli zproštěni viny. Ellison, Burkett, Millward, Muspratt, Morrison, Heywood byli odsouzeni k smrti oběšením. Heywood a Morrison dostali milost od krále. Musprattovi byl na základě odvolání obhajoby výkon trestu odložen a později byl též omilostněn. Zbylí tři byli 29. září na palubě lodi Brunswick popraveni.

## Druhá výprava za chlebovníky
V polovině dubna roku 1791 informovala admiralita kapitána Williama Bligha o jeho pověření vést další chlebovníkovou expedici na Tahiti, při návratu měl i tentokrát zmapovat průliv Endeavour. Jeho nová loď Providence, doprovázená menší pomocnou lodí Assistant, vyplula 3. srpna 1791, výpravy se účastnilo celkem 128 námořníků (včetně Williama Bligha). Na Tahiti bylo naloženo 2126 kusů rostlin chlebovníku, 508 kusů jiných rostlin, 1 Tahiťan a 13 trosečníků z britské velrybářské lodi Matilda, která se u ostrova potopila. Expedice proběhla úspěšně a trvala 369 dní.

## Odraz v umění

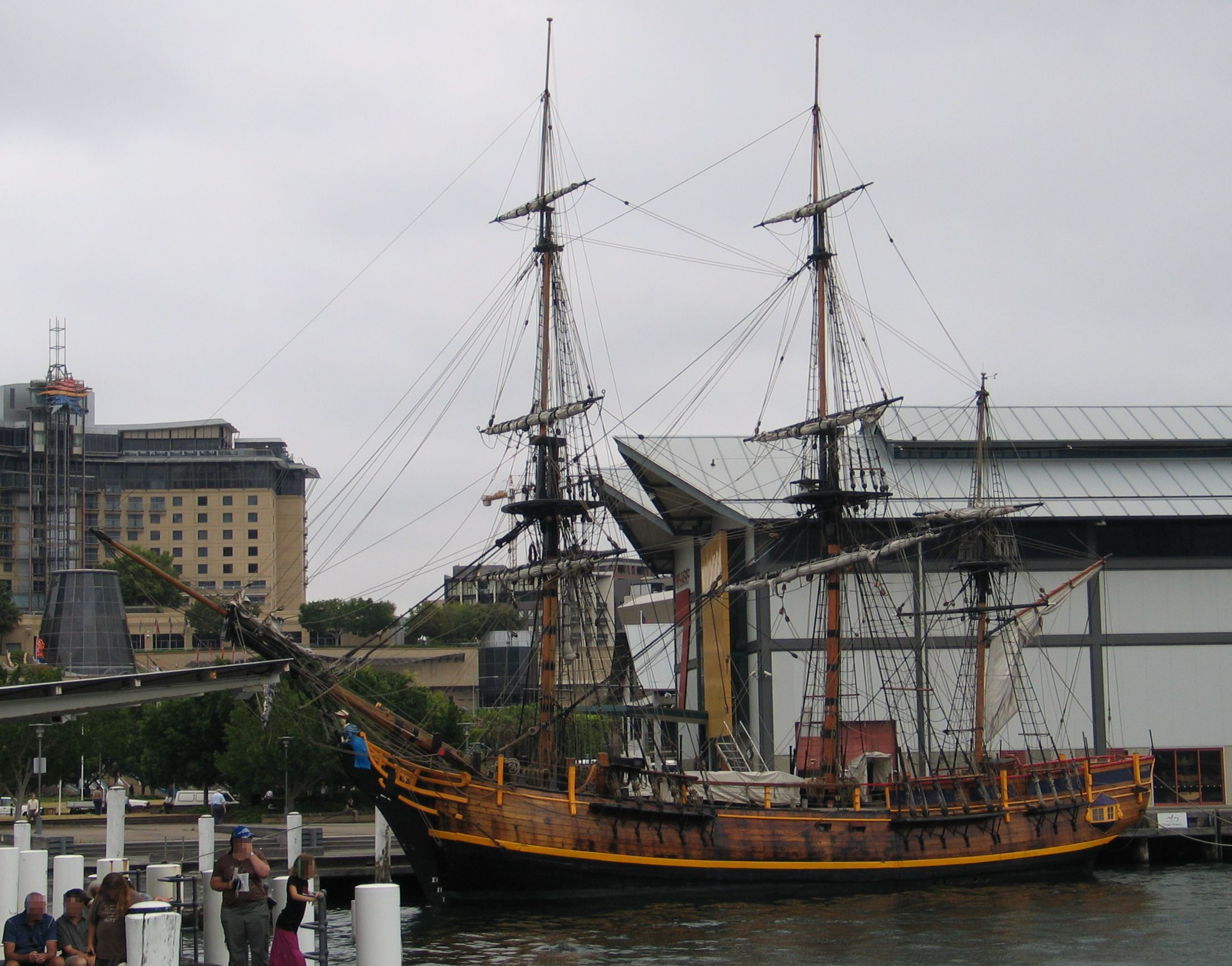
Moderní replika Bounty postavená pro film z r. 1984

Vzpoura na Bounty a následný osud vzbouřenců a obyvatel Pitcairnova ostrova vzbudily velký ohlas, který se promítl i v literatuře a později ve filmu.
K literárním zpracováním patří Vzbouřenci na lodi Bounty z roku 1879 od Julesa Verna (na rozdíl od jiných autorů Verne do centra děje postavil obdivuhodný výkon velitele lodi Bounty, poručíka Williama Bligha, který byl se skupinou svých věrných posazen vzbouřenci do malého člunu a ponechán osudu uprostřed oceánu, a který díky svým mimořádným námořnickým schopnostem dovedl člun i jeho posádku do bezpečí), či historický román Marka Twaina The Great Revolution in Pitcairn.
Ve 20. století s rozvojem filmu se vzpoura na Bounty objevuje ve filmovém zpracování, např. oscarový snímek Mutiny on the Bounty (Vzpoura na Bounty) z roku 1935 (v roli Alexandra Smithe se objevil Herbert Mundin), nebo Mutiny on the Bounty z roku 1962 (Hugh Griffith v roli Alexandra Smithe), či Bounty z roku 1984 (s Philipem Martinem Brownem jako Johnem Adamsem).
Po dokončení natáčení filmu Vzpoura na Bounty v roce 1962 byla filmová kopie lodi vyvázána u nábřeží v St. Petersburgu na Floridě jako turistická atrakce. V roce 1993 byla darována nadaci Tall Ship Bounty Foundation a po nezbytných opravách sloužila jako výcviková loď. Dne 29. října 2012 se replika HMS Bounty potopila u pobřeží Severní Karolíny za bouře vyvolané hurikánem Sandy.

## Filmy
- Vzpoura na Bounty (film, 1935) – americký hraný film z roku 1935, hlavní role Clark Gable, Charles Laughton
- Vzpoura na Bounty (film, 1962) – americký hraný film z roku 1962, hlavní role Marlon Brando, Trevor Howard
- Bounty (film) – britsko-americký film z roku 1984, hlavní role Mel Gibson, Anthony Hopkins